# Školjić Mali
Koordinati:   43°50′22″N, 15°31′06″E
Školjić Mali je majhen nenaseljen otoček v Jadranskem morju. Pripada Hrvaški.
Otoček leži okoli 1,5 km južno od rta Kranje na otočku Vrgada. Njegova površina meri 0,012 km². Dolžina obalnega pasu je 0,42 km. Najvišja točka na otočku je visoka 21 mnm.